# ピアノ協奏曲

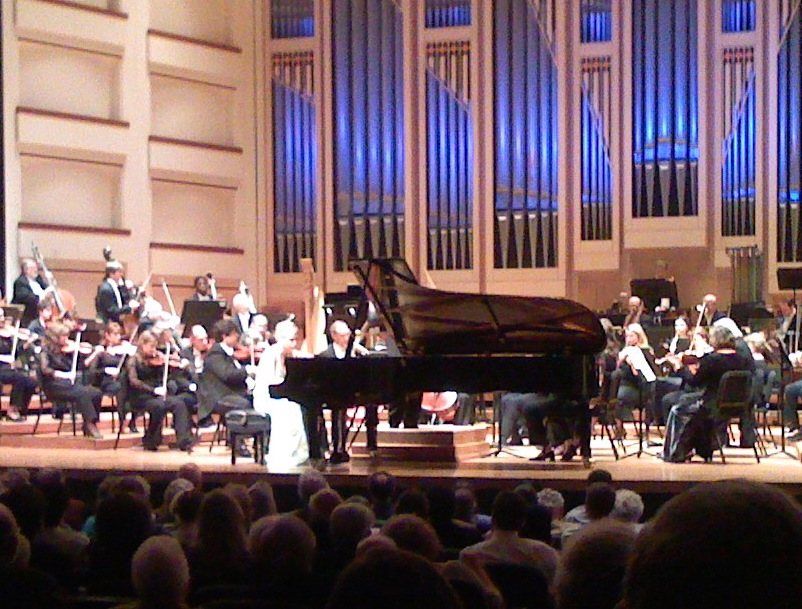
ピアノ協奏曲の演奏

ピアノ協奏曲（ピアノきょうそうきょく）は、ピアノを独奏楽器とする協奏曲。発案者はヨハン・ゼバスティアン・バッハで、『ブランデンブルク協奏曲第5番』で自前のカデンツァを完全に記譜した時から始まった。

## 歴史
バロック期を通じて、協奏曲は非常に重要なジャンルであった。そのため、当時の鍵盤楽器の代表格であったチェンバロのための協奏曲も多く作曲されることとなる。特にJ.S.バッハのものは有名である。これらのチェンバロ協奏曲は現在ではしばしばチェンバロでなくピアノで演奏されることがある。バッハのチェンバロ協奏曲は弟子の指導用に書かれたと考えられている。
バロック期においてはまだハンマー式の鍵盤楽器（ピアノ）は発展途上にあり、独奏楽器としての使用には必ずしも耐えうるものではなかったが、やがて18世紀になるとかなり質のよいピアノが作られるようになり、作曲家達はこの楽器のための協奏曲も作曲するようになった。これはちょうど古典派の時代と一致し、主としてW.A.モーツァルトらの手によって、ピアノ協奏曲はさまざまな方面からそのあらゆる可能性が追求されることとなった。
モーツァルトは32のピアノとオーケストラのための作品を作曲し、それを自分自身で演奏した。またこの時代の鍵盤楽器の名手達も自作自演用に多くのピアノ協奏曲を作曲している。その代表格として挙げられるのがベートーヴェンであり、全部で7曲のピアノ協奏曲を作曲している。ロマン派音楽の時代においては、ショパン、シューマン、リスト、ブラームス、といった大ピアニストが重要な作品を作曲している。そのほか、フンメルやフィールドらの作品も比較的知られている。
ピアノの名手に限らず、いろいろな作曲家がこのジャンルにおいて作品を残している。グリーグ、チャイコフスキーらの作品が知られている。また、演奏機会は少ないものの、メンデルスゾーンも優れた作品を残している。これらの作品は、ピアニスト達が作曲してヨーロッパやアメリカ各地で自ら演奏して歩いた「一時的な演奏効果」をねらったような作品とは異なり、音楽の「内容」を豊かに含んでいたため、とくに形式面において、「正統的な」作曲家達によって継承されていった。その軌跡がHyperion社の膨大なリリースによって確認されたのは20世紀末の話である。
ピアノ協奏曲は20世紀においても重要なジャンルであり、21世紀になってからも作られている。20世紀以降のピアノ協奏曲としては、ラフマニノフ、バルトーク、プロコフィエフ、ストラヴィンスキー、ショスタコーヴィチ、バーバー、ティペット、ルトスワフスキ、リゲティ、ラウタヴァーラ、グラスらの作品が知られている。
ピアニストから委嘱されることによってピアノ協奏曲が作曲されることもある。パウル・ヴィトゲンシュタインは第一次世界大戦で右手を失い、ピアニストとしての生命が途絶えそうになる危機が訪れたが、このときウィトゲンシュタインは知りうる限りの作曲家に声をかけ、左手のみで演奏できるピアノ曲の作曲を委嘱した。この委嘱により、ラヴェル、プロコフィエフ、コルンゴルト、リヒャルト・シュトラウス、フランツ・シュミット、ブリテン、ヒンデミットが左手のためのピアノ協奏曲を作曲した。またこれ以後も何人かの作曲家はこのスタイルによるピアノ協奏曲の作曲を試みるようになり、やがて「左手のためのピアノ協奏曲」はピアノ協奏曲のひとつのジャンルとして確立されるに至った。ガンサー・シュラーはこれを発展させて「三手のためのピアノ協奏曲」(一人が片手しかひかない)を生み出している。
20世紀後半は必ずしも両者が協奏関係にあることを重視しないため「ピアノ協奏曲」とは明記せず、「ピアノとオーケストラのための作品」と断り書きを入れられることも増加した。この種の作品ではピアノがカデンツァを披露することが省略されたりする。
シモン・ステン＝アナーセンのようにサンプラーとビデオを組み合わせる作品もある。伴奏がオーケストラとは限らない作品もある。

## 複数の奏者によるピアノ協奏曲
複数の奏者による鍵盤楽器のための協奏曲としては、バロック時代にバッハによる2・3・4台のチェンバロのために書いた一連の協奏曲の例があるが、古典時代になるとモーツァルトらにより2台や3台のピアノによる協奏曲が作曲され、ロマン派の時代にはメンデルスゾーンらが作曲を試みた。カール・チェルニーは、4手連弾のための協奏曲を作曲しており、現在も演奏の機会がある。
20世紀には、ヴォーン＝ウィリアムズ、プーランク、ブリスなどが2台用の協奏曲を作曲している。

## 形式
古典的なピアノ協奏曲は、協奏曲の形式にのっとって、3つの楽章から構成される。
1. ソナタ形式による速い第1楽章。管弦楽による前奏、ソロパートから展開・再現部を経てカデンツ、コーダへ至る。「協奏ソナタ形式」と呼ばれている。
2. 緩徐楽章
3. 終曲。ロンド形式によることが原則。

モーツァルトやベートーヴェンは、この形式にのっとって作曲している。一方、リストの循環形式のように、さまざまな形式の追求もなされている。

## 作曲家とその作品の生年順リスト
- 1740年 パイジェッロ - 6曲
- 1754年 ホフマイスター - 1曲
- 1756年 モーツァルト - 30曲（7（3台のピアノのための協奏曲）, 9, 10（2台のピアノのための協奏曲）, 20, 21, 22, 23, 24, 25, 26, 27）、三つのピアノ協奏曲K.107。
- 1760年 ドゥシーク - 15曲
- 1770年 ベートーヴェン - 6曲（1, 2, 3, 4, 5, ヴァイオリン協奏曲の編曲, 5番は特に「皇帝」として有名）
- 1778年 フンメル - 8曲（2, 3, 4）+コンチェルティーノ1曲、協奏的作品多数
- 1782年 フィールド - 7曲（2）
- 1784年 リース - 8曲
- 1786年 ウェーバー - 2曲（1、2）、小協奏曲
- 1794年 モシェレス - 8曲
- 1809年 メンデルスゾーン - 5曲（1, 2, イ短調, 2台のピアノのための：ホ長調, 変イ長調）
- 1810年 ロベルト・シューマン - 生前に公表できたものは4曲。（イ短調）、コンチェルトシュトルックのピアノとオーケストラのための改訂版、ピアノとオーケストラのための序奏とアレグロ・アパッショナート、ピアノとオーケストラのための序奏と協奏的アレグロ。このほか、ピアノとオーケストラのための協奏的楽章ニ短調を含む未完の断片が複数ある。
- 1810年 ショパン - 2曲（1, 2）
- 1811年 ヒラー - 3曲
- 1811年 リスト - 2曲（1, 2）、他に死の舞踏、遺作の協奏曲など
- 1819年 クララ・シューマン - 1曲
- 1823年 ラロ - 1曲
- 1823年 テレフセン - 2曲
- 1824年 ライネッケ - 4曲
- 1829年 アントン・ルビンシテイン - 6曲（1, 2, 3, 4, 5，ピアノとオーケストラのための幻想曲Op. 84）
- 1833年 ブラームス - 2曲（1, 2）
- 1835年 サン＝サーンス - 5曲（1, 2, 3, 4, 5「エジプト風」）
- 1836年 ハートマン - 1曲
- 1840年 チャイコフスキー - 3曲（1, 2, 3，第1番が特に有名）、他にアンダンテとフィナーレ
- 1841年 ズガンバーティ - 1曲
- 1841年 ドヴォルザーク - 1曲
- 1842年 マスネ - 1曲
- 1843年 グリーグ - 1曲
- 1844年 リムスキー＝コルサコフ - 1曲
- 1850年 フランツ・クサヴァー・シャルヴェンカ - 4曲（1, 2, 3, 4）
- 1852年 スタンフォード - 2曲（1, 2）
- 1854年 モシュコフスキ - 2曲(1, 2)
- 1856年 シンディング - 1曲
- 1856年 マルトゥッチ - 2曲
- 1859年 リャプノフ - 2曲（1,2）, 他にウクライナの主題による狂詩曲
- 1860年 アルベニス - 1曲
- 1860年 パデレフスキ - 1曲
- 1860年 マクダウェル - 2曲（1, 2[2]）
- 1861年 アレンスキー - 1曲
- 1862年 ディーリアス - 1曲
- 1862年 ドビュッシー - ピアノと管弦楽のための幻想曲
- 1863年 ピエルネ - 1曲
- 1864年 ダルベール - 2曲
- 1865年 グラズノフ - 2曲（1, 2）
- 1866年 ブゾーニ - 1曲
- 1867年 ビーチ - 1曲
- 1869年 ルーセル - 1曲
- 1869年 プフィッツナー  - 1曲
- 1870年 ストヨフスキ - 2曲（1, 2）
- 1871年 ステーンハンマル - 2曲（1, 2）
- 1872年 スクリャービン - 1曲、他に交響曲第5番「プロメテウス」
- 1872年 アルネス - 1曲
- 1872年 レーガー - 1曲
- 1872年 ヴォーン・ウィリアムズ - ハ長調（後に、2台のピアノのための協奏曲に改作）
- 1873年 ラフマニノフ - 4曲（1, 2, 3, 4）、他に パガニーニの主題による狂詩曲
- 1874年 シェーンベルク - 1曲
- 1874年 フランツ・シュミット - 2曲（2(左手)）、他に ベートーヴェンの主題による2つの協奏的変奏曲
- 1875年 ラヴェル - 2曲（ピアノ協奏曲 ト長調, 左手のためのピアノ協奏曲）
- 1876年 ファリャ - スペインの庭の夜
- 1877年 エルンスト・フォン・ドホナーニ - 2曲＋変奏曲1曲
- 1877年 ボルトキエヴィチ - 3曲（2(左手), 3「苦悩を通って永光へ」）、他にロシア狂詩曲
- 1878年 パルムグレン - 5曲
- 1879年 レスピーギ - ミクソリディア旋法の協奏曲
- 1879年 アイアランド - 1曲
- 1879年 ハーティ - 1曲
- 1880年 メトネル - 3曲(1, 2, 3)
- 1881年 ヴァイグル - 1曲, 他に狂詩曲や、左手のためのピアノ協奏曲
- 1881年 バルトーク - 3曲（1, 2, 3）、 他に2台のピアノと打楽器のための協奏曲(2台のピアノと打楽器のためのソナタの編曲版)
- 1882年 ヨーゼフ・マルクス - 2曲
- 1882年 ストラヴィンスキー  - ピアノと管楽器のための協奏曲
- 1886年 フルトヴェングラー - ピアノと管弦楽のための交響的協奏曲
- 1887年 アッテルベリ - 1曲
- 1887年 ヴィラ＝ロボス - 5曲（1）
- 1890年 ガル - 1曲
- 1890年 マルタン - 2曲
- 1890年 マルティヌー - 5曲（4「呪文」）
- 1891年 プロコフィエフ - 5曲（1, 2, 3, 4(左手), 5）
- 1892年 オネゲル - 小協奏曲[3]
- 1892年 ミヨー - 5曲
- 1892年 ソラブジ - 8曲+ピアノ独奏付きの巨大な管弦楽作品が3曲
- 1896年 コセンコ - 1曲
- 1897年 コルンゴルト - 左手のためのピアノ協奏曲
- 1897年 タンスマン - 2曲（タンスマンのピアノ作品一覧参照）
- 1898年 ガーシュウィン - 1曲、他にラプソディ・イン・ブルー
- 1899年 アレクサンドル・チェレプニン - 6曲（1）
- 1899年 プーランク - 1曲、他に2台のピアノと管弦楽のための協奏曲
- 1900年 コープランド - 1曲
- 1901年 ロドリーゴ - 1曲
- 1903年 ハチャトゥリアン - 1曲、他にコンチェルト・ラプソディー
- 1903年 諸井三郎 - 3曲
- 1904年 カバレフスキー - 4曲（1, 2, 3, 4）
- 1904年 チゾーム - 2曲（1, 2）
- 1905年 ティペット - 1曲
- 1905年 ジョリヴェ - 1曲
- 1906年 ショスタコーヴィチ - 2曲（1, 2）
- 1907年 大澤壽人 - 3曲（2, 3「神風協奏曲」）
- 1907年 ロージャ - 1曲
- 1908年 アンダーソン - 1曲
- 1908年 カーター - 5曲（ピアノとオーケストラのためのピアノ協奏曲、ピアノと室内オーケストラのためのダイアローグス、弾き振り出来る指揮者兼ピアニストとオーケストラのためのサウンディングス、ピアノとオーケストラのためのインターヴェンションズ、ピアノと室内オーケストラのためのダイアローグス II）
- 1910年 ウィリアム・シューマン - 1曲
- 1910年 サミュエル・バーバー - 1曲
- 1912年 フランセ - 1曲（1936年）
- 1913年 ルトスワフスキ - 1曲
- 1913年 オアナ - 1曲
- 1913年 ブリテン - 1曲、他にディヴァージョンズ
- 1914年 パヌフニク - 1曲
- 1914年 伊福部昭 - 「リトミカ・オスティナータ」
- 1914年 早坂文雄 - 1曲
- 1916年 ヒナステラ - 2曲
- 1922年 クセナキス - シナファイ、エリフトン、ケクロプス
- 1923年 リゲティ - 1曲
- 1928年 スヴェトラーノフ - 1曲
- 1928年 ラウタヴァーラ - 3曲
- 1929年 間宮芳生 - 4曲[4][5]
- 1929年 シェッフェル - 存在が判明しているもののみ「四つの楽章」、「Azione a Due」、「ピアノ協奏曲」、「Mare」、「Experimenta」、「ピアノ協奏曲第3番」、 「BlueS V」、「ピアノ協奏曲第4番」、「BlueS VI」、「ピアノ協奏曲第5番」、 「BlueS VII」、「ピアノ協奏曲第6番」、「BlueS VIII」、「ピアノ協奏曲第7番」の合計で14曲。
- 1929年 矢代秋雄 - 1曲、この曲の前、未公開に終わった作品[6]が一曲ある。
- 1930年 グルダ - コンチェルト・フォー・マイセルフ
- 1930年 武満徹 - 「アーク」「アステリズム」「リヴァラン」「夢の引用」（2台ピアノとオーケストラ）
- 1930年 諸井誠 - 1曲
- 1933年 三善晃 - 1曲
- 1935年 ラッヘンマン - 「終結音」
- 1937年 弾厚作 - 1曲（父に捧げるピアノコンチェルト）
- 1938年 ボルコム - 1曲
- 1938年 佐藤眞 - 1曲、他に喜遊曲
- 1938年 田村徹 - 2曲
- 1938年 クラウツェ - 3曲[7]
- 1940年 野田暉行 - 1曲[8]
- 1940年 ミゼル - 2曲
- 1944年 マイケル・ナイマン - 1曲
- 1945年 ルノ - 4曲。ピアノ協奏曲第0番、第1番、第2番、キアロスクーロ (初版と改訂版の二つの稿がある)
- 1946年 フィニスィー - 番号付けされたものが7曲、Marcel Duchamp, the Picabias and Apollinaire attend a performance of Impressions d'Afrique (1999 - 2000)を含めて8曲。ただし、4番と6番のみソロ用のためこのカテゴリーには6曲。
- 1953年 吉松隆 - 「メモ・フローラ」
- 1953年 西村朗 - 6曲（第一番、第二番、流れ－闇の訪れたあとに、シャーマン、星の鏡、ヴィシュヌの臍）
- 1960年 クレンティー - 3曲（連弾ピアノとオーケストラのための1曲を含む）
- 1960年 コッラ - 3曲
- 1968年 原田敬子 - 1曲
- 1971年 エッカルト - 1曲
- 1972年 菱沼尚子 - 「リフレックス」
- 1977年 パパディミトリオウ - 「白と黒」
- 1978年 稲森安太己 - 「ヒュポムネーマタ」
- 1982年 山根明季子 - 「水玉コレクション」（初版と改訂版の二つの稿がある）
- 1991年 坂東祐大 - 「花火」